# Рожно
Рожно (словен. Rožno) — поселення в общині Кршко, Споднєпосавський регіон, Словенія. Висота над рівнем моря: 168,3 м.